# Heterocarpus reedi
Heterocarpus reedi är en kräftdjursart som beskrevs av Bahamonde 1955. Heterocarpus reedi ingår i släktet Heterocarpus och familjen Pandalidae. Inga underarter finns listade i Catalogue of Life.